# Ведрин-Сен-Лу
Ведри́н-Сен-Лу (фр. Védrines-Saint-Loup, окс. Védrines Sant Loup) — коммуна во Франции, находится в регионе Овернь. Департамент — Канталь. Входит в состав кантона Рюин-ан-Маржерид. Округ коммуны — Сен-Флур.
Код INSEE коммуны — 15251.
Коммуна расположена приблизительно в 430 км к югу от Парижа, в 85 км южнее Клермон-Феррана, в 70 км к востоку от Орийака.

## Население
Население коммуны на 2008 год составляло 146 человек.
| 1962 | 1968 | 1975 | 1982 | 1990 | 1999 | 2008 |
| ---- | ---- | ---- | ---- | ---- | ---- | ---- |
| 292  | 305  | 238  | 217  | 184  | 162  | 146  |

## Администрация
| Период | Период | Фамилия       | Партия | Примечания |
| ------ | ------ | ------------- | ------ | ---------- |
| 2001   | 2008   | Жерар Колланж |        |            |
| 2008   |        | Юбер Викар    |        |            |

## Экономика

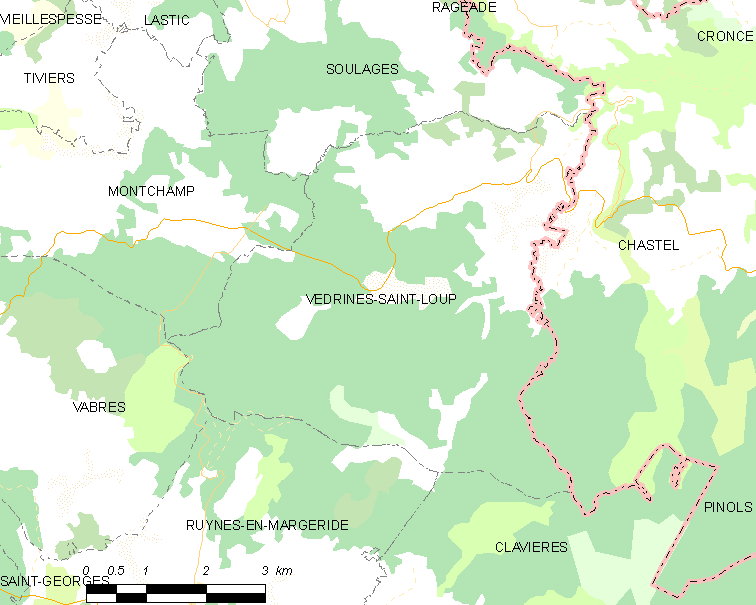
Карта коммуны

В 2007 году среди 94 человек в трудоспособном возрасте (15—64 лет) 66 были экономически активными, 28 — неактивными (показатель активности — 70,2 %, в 1999 году было 72,6 %). Из 66 активных работали 58 человек (36 мужчин и 22 женщины), безработных было 8 (3 мужчин и 5 женщин). Среди 28 неактивных 8 человек были учениками или студентами, 11 — пенсионерами, 9 были неактивными по другим причинам.